# جوایز جام ملت‌های اروپا
در پایان هر رقابت جام ملت‌های اروپا، جوایز متعددی به تیم‌ها و بازیکنان داده می‌شود.

## بهترین بازیکن رقابت
| یورو                | بازیکن             |
| ------------------- | ------------------ |
| ۱۹۹۶ انگلیس         | ماتیاس سامر        |
| ۲۰۰۰ بلژیک/هلند     | زین‌الدین زیدان     |
| ۲۰۰۴ پرتغال         | تئودوروس زاگوراکیس |
| ۲۰۰۸ سوئیس/اتریش    | ژاوی هرناندز       |
| ۲۰۱۲ لهستان/اوکراین | آندرس اینیستا      |
| ۲۰۱۶ فرانسه         | آنتوان گریزمن      |
| ۲۰۲۰ اروپا          | جانلوئیجی دوناروما |
| ۲۰۲۴ آلمان          | رودری              |

## کفش طلا
| سری                   | کفش طلا                                                               | کفش طلا    | کفش نقره          | کفش نقره   | کفش برنز     | کفش برنز   |
| سری                   | بازیکن                                                                | تعداد گل‌ها | بازیکن            | تعداد گل‌ها | بازیکن       | تعداد گل‌ها |
| --------------------- | --------------------------------------------------------------------- | ---------- | ----------------- | ---------- | ------------ | ---------- |
| ۱۹۶۰ اکراین           | میلان گالیچ فرانسوا اوت والنتین ایوانف دراژان یرکوویچ ویکتور پوندلنیک | ۲          | —                 | —          | —            | —          |
| ۱۹۶۴ اسپانیا          | فرنک بنه دژو نواک خسوس ماریا پردا                                     | ۲          | —                 | —          | —            | —          |
| ۱۹۶۸ ایتالیا          | دراگان دزاجیچ                                                         | ۲          | —                 | —          | —            | —          |
| ۱۹۷۲ بلژیک            | گرد مولر                                                              | ۴          | —                 | —          | —            | —          |
| ۱۹۷۶ یوگسلاوی         | دیتر مولر                                                             | ۴          | —                 | —          | —            | —          |
| ۱۹۸۰ ایتالیا          | کلاوس آلوفس                                                           | ۳          | —                 | —          | —            | —          |
| ۱۹۸۴ فرانسه           | میشل پلاتینی                                                          | ۹          | —                 | —          | —            | —          |
| ۱۹۸۸ آلمان غربی       | مارکو فان باستن                                                       | ۵          | —                 | —          | —            | —          |
| ۱۹۹۲ سوئد             | دنیس برکمپ توماس برولین هنریک لارسن کارل-هاینتس ریدله                 | ۳          | —                 | —          | —            | —          |
| ۱۹۹۶ انگلستان         | آلن شیرر                                                              | ۵          | —                 | —          | —            | —          |
| ۲۰۰۰ بلژیک و هلند     | پاتریک کلایورت ساوو میلوشویچ                                          | ۵          | —                 | —          | —            | —          |
| ۲۰۰۴ پرتغال           | میلان باروش                                                           | ۵          | —                 | —          | —            | —          |
| ۲۰۰۸ اتریش و سوئیس    | داوید ویا                                                             | ۴          | —                 | —          | —            | —          |
| ۲۰۱۲ لهستان و اوکراین | فرناندو تورس                                                          | ۳          | ماریو گومز        | ۳          | آلان دزاگوئف | ۳          |
| ۲۰۱۶ فرانسه           | آنتوان گریزمن                                                         | ۶          | کریستیانو رونالدو | ۳          | الیویه ژیرو  | ۳          |
| ۲۰۲۰ اروپا            | کریستیانو رونالدو                                                     | ۵          | پاتریک شیک        | ۵          | کریم بنزما   | ۴          |

## بهترین بازیکن جوان رقابت
| سری         | بازیکن      | سن |
| ----------- | ----------- | -- |
| ۲۰۱۶ فرانسه | رناتو سانچز | ۱۸ |
| ۲۰۲۰ اروپا  | پدری        | ۱۸ |
| ۲۰۲۴ آلمان  | لامین یامال | ۱۷ |

## تیم منتخب رقابت
| سری                                   | دروازه‌بانان                                 | مدافعان                                                                                          | هافبک‌ها | مهاجمان                                                                                            |
| ------------------------------------- | ------------------------------------------- | ------------------------------------------------------------------------------------------------ | --- | -------------------------------------------------------------------------------------------------- |
| ۱۹۶۰ فرانسه (ترکیب ۱۱ نفره)           | لو یاشین                                    | Vladimir Durković لادیسلاف نوواک                                                                 | ایگور نتو یوزف ماسوپوست Valentin Ivanov Dragoslav Šekularac Bora Kostić                                                          | Slava Metreveli میلان گالیچ ویکتور پوندلنیک                                                        |
| ۱۹۶۴ اسپانیا (ترکیب ۱۱ نفره)          | لو یاشین                                    | فلیکیانو ریوییا Dezső Novák فرران اولیبیا                                                        | ایگناسیو زوکو آمانسیو آمارو Valentin Ivanov خسوس ماریا پردا                                                                      | فرنک بنه فلوریان آلبرت لوییز سوارز میرامونتس                                                       |
| ۱۹۶۸ ایتالیا (ترکیب ۱۱ نفره)          | دینو زوف                                    | Mirsad Fazlagić جاچینتو فاکتی بابی مور آلبرت شسترنیوف                                            | دراگان دزاجیچ آنجلو دومنگینی ساندرو مازولا ایویتسا اوسیم                                                                         | جف هرست لوئیجی ریوا                                                                                |
| ۱۹۷۲ بلژیک (ترکیب ۱۱ نفره)            | Yevhen Rudakov                              | Revaz Dzodzuashvili پائول برایتنر Murtaz Khurtsilava فرانتس بکن‌باوئر                             | هربرت ویمر اولی هونس گونتر نتسر                                                                                                  | یوپ هاینکس گرد مولر رائول لمبرت                                                                    |
| ۱۹۷۶ یوگسلاوی (ترکیب ۱۱ نفره)         | ایوو ویکتور                                 | Ján Pivarník رود کرول فرانتس بکن‌باوئر Anton Ondruš                                               | یاروسلاو پولاک راینر بونهوف دراگان دزاجیچ آنتونین پاننکا                                                                         | Zdeněk Nehoda دیتر مولر                                                                            |
| ۱۹۸۰ ایتالیا (ترکیب ۱۱ نفره)          | دینو زوف                                    | کلائودیو جنتیله کارل‌هاینتس فورستر گائتانو شیره‌آ هانس-پیتر بریگل                                  | یان کولمانس مارکو تاردلی برند شوستر هانسی مولر                                                                                   | کارل-هاینتس رومنیگه هورشت هروبش                                                                    |
| ۱۹۸۴ فرانسه (ترکیب ۱۱ نفره)           | هارالد شوماخر                               | João Pinto کارل‌هاینتس فورستر مورتن اولسن آندریاس برمه                                            | فرناندو چالانا ژان تیگانا میشل پلاتینی فرانک آرنسن                                                                               | رودی فولر آلن ژیرس                                                                                 |
| ۱۹۸۸ آلمان غربی (ترکیب ۱۱ نفره)       | هانس فان بروکلن                             | جوزپه برگومی فرانک ریکارد رونالد کومان پائولو مالدینی                                            | رود گولیت یان ووترس جوزپه جانینی لوتار ماتئوس                                                                                    | مارکو فان باستن جانلوکا ویالی                                                                      |
| ۱۹۹۲ سوئد (ترکیب ۱۱ نفره)             | پیتر اشمایکل                                | ژوسلین آنگلوما لوران بلان آندریاس برمه یورگن کولر                                                | اشتفان افنبرگ رود گولیت توماس هسلر برایان لادروپ                                                                                 | مارکو فان باستن دنیس برکمپ                                                                         |
| ۱۹۹۶ انگلستان (ترکیب ۱۸ نفره)         | دیوید سیمن آندریاس کوپکه                    | Radoslav Látal لوران بلان مارسل دسایی ماتیاس سامر پائولو مالدینی                                 | دیدیه دشان استیو مک‌منمن پل گسکوین روی کاستا کارل پوبورسکی دیتر آیلتس                                                             | آلن شیرر هریستو استویچکوف داور شوکر یوری ژورکائف Pavel Kuka                                        |
| ۲۰۰۰ بلژیک و هلند (ترکیب ۲۲ نفره)     | فرانچسکو تولدو فابین بارتز                  | لیلیان تورام لوران بلان مارسل دسایی الساندرو نستا فابیو کاناوارو پائولو مالدینی فرانک دی بوئر    | پاتریک ویرا زین‌الدین زیدان لوئیس فیگو روی کاستا ادگار داویدس دیمیتریو آلبرتینی پپ گواردیولا                                      | تیری آنری پاتریک کلایورت نونو گومژ رائول فرانچسکو توتی ساوو میلوشویچ                               |
| ۲۰۰۴ پرتغال (ترکیب ۲۳ نفره)           | پیتر چک آنتونیوس نیکوپولیدیس                | اشلی کول سول کمپل ریکاردو کاروالیو ترایانوس دلاس اولاف ملبرگ جای ارکس سیتاریدیس جانلوکا زامبروتا | فرانک لمپارد میشائل بالاک لوئیس فیگو مانیش پاول ندود تئودوروس زاگوراکیس زین‌الدین زیدان                                           | وین رونی میلان باروش هنریک لارسن یان دال توماسون رود فن نیستلروی آنجلوس چاریستیس کریستیانو رونالدو |
| ۲۰۰۸ اتریش و سوئیس (ترکیب ۲۳ نفره)    | جانلوئیجی بوفون ایکر کاسیاس ادوین فن در سار | ژوزه بوسینگوا فیلیپ لام کارلوس مارچنا پپه کارلس پویول یوری ژیرکوف                                | حمید آلتین‌توپ لوکا مودریچ مارکوس سنا ژاوی کونستانتین زیریانوف میشائل بالاک سسک فابرگاس آندرس اینیستا لوکاس پودولسکی وسلی اسنایدر | آندری آرشاوین رومن پاولیوچنکو فرناندو تورس داوید ویا                                               |
| ۲۰۱۲ لهستان و اوکراین (ترکیب ۲۳ نفره) | جانلوئیجی بوفون ایکر کاسیاس مانوئل نویر     | جرارد پیکه فابیو کونترائو فیلیپ لام پپه سرخیو راموس ژوردی آلبا                                   | فرانک لمپارد دنیله د روسی ژاوی آندرس اینیستا سامی خدیرا سرخیو بوسکتس مسعود اوزیل آندره‌آ پیرلو ژابی آلونسو                        | ماریو بالوتلی سسک فابرگاس کریستیانو رونالدو زلاتان ابراهیموویچ داوید سیلوا                         |
| ۲۰۱۶ فرانسه (ترکیب ۱۱ نفره)           | روی پاتریسیو                                | یاشوا کیمیش ژرومه بواتنگ پپه رافائل گوریرو                                                       | تونی کروس جو آلن آنتوان گریزمن آرون رمزی دیمیتری پایت                                                                            | کریستیانو رونالدو                                                                                  |
| ۲۰۲۰ اروپا (ترکیب ۱۱ نفره)            | جانلوئیجی دوناروما                          | کایل واکر لئوناردو بونوچی هری مگوایر لئوناردو اسپیناتزولا                                        | پیر-امیل هویبرگ ژورژینیو پدری | فدریکو کیه‌زا روملو لوکاکو رحیم استرلینگ                                                            |
| ۲۰۲۴ آلمان (ترکیب ۱۱ نفره)            | مایک منیان                                  | کایل واکر ویلیام سالیبا مانوئل آکانجی مارک کوکورلا                                               | رودری دنی اولمو فابیان رویز | لامین یامال جمال موسیالا نیکو ویلیامز                                                              |

### تیم منتخب تاریخ اروپا
دروازه‌بان
- جانلوئیجی بوفون

مدافعان
- پائولو مالدینی
- فرانتس بکن‌باوئر
- کارلس پویول
- فیلیپ لام

هافبک‌ها
- آندرس اینیستا
- آندره‌آ پیرلو
- زین‌الدین زیدان

مهاجمان
- کریستیانو رونالدو
- تیری آنری
- مارکو فان باستن